# Max Neufeld

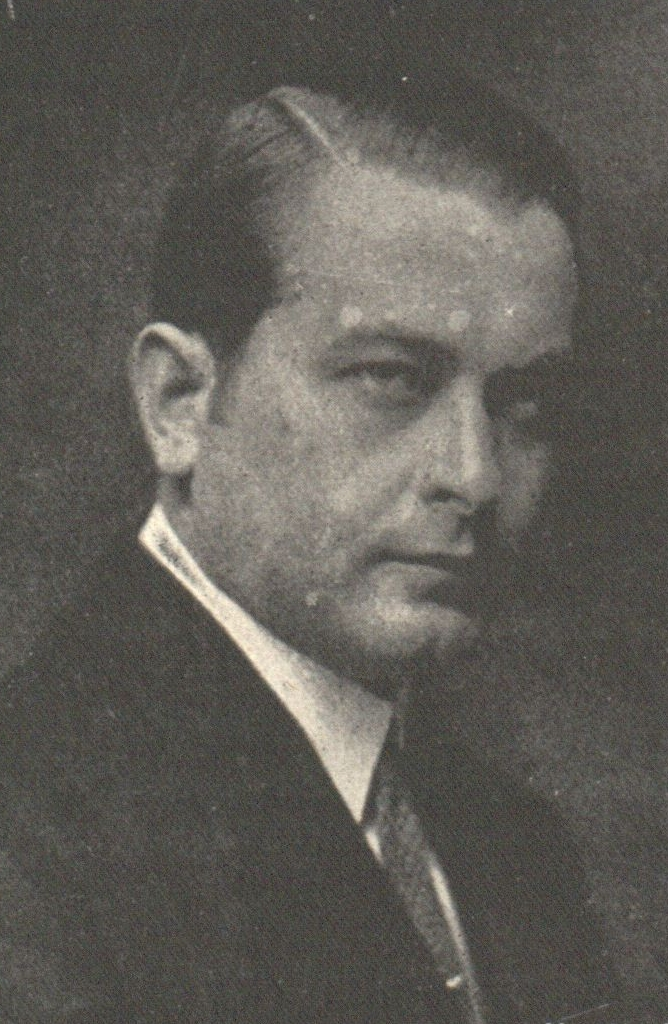
Max Neufeld um 1918

Maximilian Neufeld, auch Massimiliano Neufeld und Massimo Neufeld, (* 13. Februar 1887 in Guntersdorf, Österreich-Ungarn; † 2. Dezember 1967 in Wien, Österreich) war ein österreichischer Schauspieler und Filmregisseur. Er war der jüngere Bruder des Schauspielers Eugen Neufeld.

## Leben
Max Neufeld spielte anfangs in der väterlichen Schauspieltruppe und erhielt 1905 seine erste Anstellung als Schauspieler am alten Stadttheater Klagenfurt. Er trat in der Folge sowohl in Provinztheatern als auch ab 1912 am Theater in der Josefstadt in Wien auf. Seine ersten Filmrollen erhielt er 1913 von der Wiener Kunstfilm-Industrie, die ihm nach mehreren Nebenrollen in Filmen wie Johann Strauß an der schönen blauen Donau, Treue Seelen oder Unter falscher Flagge in Der Pfarrer von Kirchfeld (1914) erstmals in einer Hauptrolle einsetzte. Er spielte vorwiegend „jugendliche Liebhaber“, und in bäuerlichen Dramen „kernige Burschen“.
Während des Ersten Weltkriegs diente er zwischen 1916 und 1918 als Artillerie-Offizier. Noch während des Krieges kehrte er zurück zum Film. Er wurde nun ein beliebter Darsteller von Liebhabern, die er in Filmen wie dem Kriegsdrama Freier Dienst (1918), Don Cäsar, Graf von Irun (1918), Die Ahnfrau (1919), Don Ramiro und  Der tote Hochzeitsgast (1921) verkörperte. Als der erste männliche Filmstar der Wiener Kunstfilm spielte neben beliebten Schauspielerinnen und Filmstars wie Hansi Niese in Frau Gertrud Namenlos (1914) und Liane Haid im Propagandafilm Mit Herz und Hand fürs Vaterland (1915). Ausnahmen von seinem type cast gab es nur selten. So spielte er in Das Weib des Irren (1921) den Irrenarzt und in Eva, die Sünde (1920) den verführten Mönch. In der Eigeninszenierung Brandstifter Europas (1926) spielte er als „Mönch Rasputin“ sogar eine finstere, dämonische Rolle, was die absolute Ausnahme blieb.

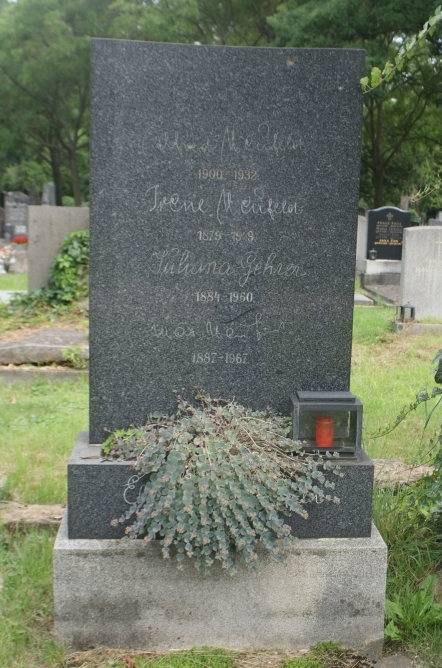
Grabstätte von Max Neufeld

Nach 1921 war er vorwiegend als Regisseur tätig, übernahm jedoch auch weiterhin Filmrollen, zumeist in seinen eigenen Filmen. Er inszenierte regelmäßig Dramen, Melodramen, Komödien und Abenteuergeschichten. In der zweiten Hälfte der Zwanziger Jahre entwickelte er sich zu einem routinierten Meister leichter, wienerischer Komödien, wie Der Balletterzherzog, aber auch kammerspielartiger Filme mit Tiefgang, wie Die Strecke. Nach Gründung der Interessensvertretung österreichischer Filmschaffender, dem Filmbund, im Jahre 1922, wurde er dessen Vorstandsmitglied. Bei der ersten Verfilmung von Hoffmanns Erzählungen im Jahre 1923 durch die Wiener Vita-Film führte er Regie und spielte die Hauptrolle.
Ab Mitte der 1920er-Jahre schrieb er gelegentlich auch die Drehbücher zu seinen Filmen, und ab den späten 1920er-Jahren war er auch hin und wieder in Deutschland tätig, etwa für die Berliner Nero-Film, für die er 1931 Eine Nacht im Grandhotel inszenierte. Für die Cine-Allianz wiederum inszenierte er 1932 die deutsch-österreichische Koproduktion Sehnsucht 202 (1932) her, worin die Betroffenen der gegenwärtig hohe Arbeitslosigkeit nach der Weltwirtschaftskrise 1929 im Mittelpunkt standen.
1933, nach der Machtübernahme der Nationalsozialisten in Deutschland, musste Max Neufeld Berlin wegen seiner jüdischen Herkunft verlassen und wurde für die nächsten Jahre zum Europareisenden mit Inszenierungen in Wien, Paris, Rom und Madrid. Ein 1936 gestelltes Ansuchen an die Reichsfilmkammer in Berlin zur Erteilung einer Sondererlaubnis zum weiteren Filmschaffen in Deutschland wurde ebenso abgelehnt wie die Einfuhr von Produktionen, an denen Max Neufeld mitwirkte. Obwohl auch in Österreich seit 1936 keine Juden mehr beim Film beschäftigt werden durften, blieb er bis zum „Anschluss Österreichs“ an Deutschland in Wien. Dann flüchtete er nach Rom, wo er bis 1941 Filme inszenierte, danach arbeitete er in Spanien. Nach dem Zweiten Weltkrieg kehrte er nach Rom zurück, drehte ab 1948 aber auch wieder Filme in Wien. Seinen letzten Film inszenierte er 1957: Der schönste Tag meines Lebens.
Max Neufeld ruht auf dem Wiener Zentralfriedhof (Gruppe 72B, Reihe 19, Nummer 80).

## Filmografie
Nur als Schauspieler (bis 1919 + 1927):
- 1913: Johann Strauß an der schönen blauen Donau
- 1913: Treue Seelen
- 1913: Unter falscher Flagge
- 1914: Die Hochzeit von Valeni
- 1914: Der Pfarrer von Kirchfeld
- 1914: Frau Gertrud Namenlos
- 1914: Der fremde Gast
- 1915: Mit Herz und Hand fürs Vaterland
- 1916: Auf der Höhe
- 1917: Mir kommt keiner aus
- 1918: Freier Dienst
- 1918: Die Jüdin
- 1918: Don Cäsar, Graf von Irun
- 1919: Die Ahnfrau
- 1921: Das Weib des Irren
- 1927: Höhere Töchter
- 1927: Dr. Bessels Verwandlung

Als Regisseur (R), als Schauspieler (S), als Drehbuchautor (DB):
- Stahl und Stein (Ö, 1919; R, S)
- Der ledige Hof (Ö, 1919; R, S)
- Herzblut (Ö, 1920; R, S; nicht gesichert)
- Lasset die Kleinen zu mir kommen (Ö, 1920; R)
- Wildfeuer (Ö, 1920; R, S)
- Winterstürme (Ö, 1920; R, S)
- Eva, die Sünde (Ö, 1920; S)
- Die Frau in Weiß (1920) (Ö, 1920; R, S)
- Sein Lebenslicht (Ö, 1921; R)
- Die Filme der Prinzessin Fantoche (Ö, 1921; R)
- Das Weib des Irren (Ö, 1921; S)
- 1921: Der tote Hochzeitsgast (R, DB)
- Faustrecht (Ö, 1922; R)
- Hoffmanns Erzählungen (Ö, 1923; R, S)
- Der Eisenkönig (Ö, 1923; R)
- 1924: Hotel Potemkin (R)
- Die letzte Stunde (Ö, 1924; R)
- Ein Walzer von Strauß (Ö, 1925; R, S, DB; künstlerische Oberleitung: Otto Kreisler)
- Die Brandstifter Europas (Ö, 1926; R, S)
- 1926: Der Balletterzherzog (R, DB)
- 1927: Der Mann ohne Beruf (Das grobe Hemd) (Ö, R, DB)
- Die Strecke (Ö, 1927; R, DB)
- Die Familie ohne Moral (Ö, 1927; R, DB)
- Der Geliebte seiner Frau (Ö, 1928; R, DB)
- Die beiden Seehunde (Ö, 1928; R)
- Befehl zur Ehe (Ö, 1928; R)
- Modellhaus Crevette (Ö, 1928; R)
- 1928: Herzog Hansl (Erzherzog Johann) (Ö, R)
- Die weiße Nacht (Ö, 1929; R)
- Nachtlokal (Ö, 1929; R)
- Rasputin (D, 1929; R, S)

Tonfilme (nur noch als Regisseur):
- Eine Nacht im Grandhotel (D, 1931)
- Opernredoute (D, 1931)
- Purpur und Waschblau (Ö, 1931)
- Due cuori felici (ITA, 1932; nur als Drehbuchautor, Regisseur ist Baldassarre Negroni)
- Ein bißchen Liebe für Dich (D, 1932; auch Drehbuch)
- Monsieur, Madame et Bibi (F, 1932; Co-Regie mit Jean Boyer)
- 1932: Hasenklein kann nichts dafür
- Sehnsucht 202 (D/Ö, 1932)
- 1932: Der Orlow
- Glück über Nacht (D, 1932)
- Une jeune fille et un million (F, 1932; Co-Regie mit Fred Ellis)
- Rund um eine Million (F, 1933)
- Das Lied der Sonne (D, 1933)
- 1933: Csibi, der Fratz
- La canzone del sole (Version von Das Lied der Sonne) (ITA, 1934)
- 1934: Ein Stern fällt vom Himmel
- Temptation (F/GB, 1934)
- Antonia, romance hongroise (Version von Temptation) (F, 1935; Co-Regie mit Jean Boyer)
- 1935: Hoheit tanzt Walzer
- Tanecek panny Márinky (Version von Hoheit tanzt Walzer) (Ö/CZ, 1935)
- Valse éternelle (Version von Hoheit tanzt Walzer) (Ö/CZ, 1936)
- 1936: Mit Musik durchs Leben
- La casa del peccato (ITA, 1938)
- Mille lire al mese (ITA, 1938)
- Una moglie in pericolo (ITA, 1939)
- Assenza ingiustificata (ITA, 1939; auch Drehbuch)
- Ballo al castello (ITA, 1939)
- Taverna rossa (ITA, 1940)
- Fortuna (ITA, 1940)
- Cento lettere d'amore (ITA, 1940)
- La canzone rubata (ITA, 1940)
- La prima donna che passa (ITA, 1940)
- Madrid de mis sueños (SP, 1942)
- Idilio en Mallorca (SP, 1942)
- Un uomo ritorna (ITA, 1946)
- Il tiranno di Padova (ITA, 1946; auch Drehbuch)
- 1948: Anni
- 1948: Verlorenes Rennen
- 1949: Liebling der Welt
- L'inconnu d'un soir (F, 1949; Co-Regie mit Hervé Bromberger)
- Licenza premio (ITA, 1951)
- Abracadabra (ITA, 1952)
- Dein Mund verspricht mir Liebe (D, 1954; auch Drehbuch)
- 1957: Der schönste Tag meines Lebens (auch Drehbuch)